# Eduard Gulat von Wellenburg
Eduard Daniel Peter Joseph Gulat von Wellenburg (* 10. März 1835 in Karlsruhe; † 4. Februar 1901 in Freiburg im Breisgau) war ein badischer Verwaltungsjurist, Geheimer Oberregierungsrat und Großherzoglich-badischer Kammerabgeordneter.

## Leben
Eduard Gulat von Wellenburg, der ein Enkel des 1800 geadelten und 1816 in den österreichischen Ritterstand erhobenen Daniel Gulat von Wellenburg (1764–1839) war, führte unbeanstandet die Namensform „Gulat-Wellenberg“. Er war das letztgeborene von sechs Kindern des Geheimen Referendars und Kammerherrn Karl Joseph Gulat von Wellenburg (1794–1839) und der Sophie Sabine von Wellenburg, geborene Siegel (1798–1875).
Nach dem Abschluss des Gymnasiums in der damaligen Residenzstadt Karlsruhe im Jahr 1853 studierte er Rechtswissenschaft an der Universität Heidelberg, an der Universität zu Berlin und an der Universität Freiburg im Breisgau. Die erste juristische Staatsprüfung legte er 1858 ab, die zweite 1861. Seine Praktikanten- und Referendarjahre absolvierte er an Gerichten und Verwaltungsbehörden in Karlsruhe, Bühl, Emmendingen und zuletzt als Dienstverweser für den versetzten Amtsrichter Baumstark in Durlach. Am 1. Oktober 1864 wurde er im Range eines Kreisgerichtsassessors als Staatsanwalt am neu eingerichteten Kreisgericht Baden versetzt. 1868 wurde er zum Kreisgerichtsrat befördert.
Für den Wahlbezirk der Stadt Baden war er von 1869 bis 1870 parteiloser Abgeordneter der Zweiten Kammer der Ständeversammlung des Großherzogtums Baden. Gulat-Welleburg galt als überzeugter Vertreter der monarchischen Staatsverfassung, als entschiedener Gegner des Ultramontanismus und des nach seiner Meinung demokratisch-liberalen Zielen zustrebenden Liberalismus. Eine weitere Kandidatur für die Ständeversammlung lehnte er ab.
Nachdem das Kreisgericht Baden 1872 aufgehoben wurde, wurde er als Staatsanwalt nach Karlsruhe versetzt. Mit der Einführung der Reichsjustizgesetze am 1. Oktober 1879 wurde er in Karlsruhe zum ersten Staatsanwalt ernannt. Persönliche Differenzen mit dem damaligen Justizminister Carl Grimm veranlassten ihn noch im gleichen Jahr, den Staatsdienst zu quittieren. 1882 unter Justizminister Wilhelm Nokk reaktiviert, wurde er Staatsanwalt am Landgericht Offenburg und 1887 dann zum Landgericht Freiburg versetzt, dort im Range eines Oberlandesgerichtsrats als erster Staatsanwalt, später bis zu seiner Zurruhesetzung Ende 1899 mit Titel und Rang eines Geheimen Oberregierungsrates, tätig.
1900 wurde bei ihm ein Krebsleiden diagnostiziert, dem er letztendlich ein Jahr darauf erlag. Aus seiner am 22. Februar 1848 in Gernsbach mit Elise Benedicta Grötz (1848–1930) geschlossenen Ehe gingen der Großherzoglich-badische Kammerherr und Staatsarchivar Max Gulat von Wellenburg, eine Tochter und der Münchner Nervenarzt Walter von Gulat-Wellenburg hervor.